# Laemophloeus bouchardi
Laemophloeus bouchardi là một loài bọ cánh cứng trong họ Laemophloeidae. Loài này được Grouvelle miêu tả khoa học năm 1895.